# Аліна Доротюк
Аліна Доротюк — українська журналістка, телеведуча та інтерв’юерка. Авторка YouTube-каналів «DOROTYE» й «Аліна Доротюк , де бере інтерв’ю у публічних людей, експертів і пересічних з українців про актуальні події сьогодення. 

## Біографія
Народилася 1 травня 1988 року в місті Коростишів Житомирської області. До семи років виховувалася в селі Щигліївка Коростишівського району Житомирської області.
Закінчила Житомирську загальноосвітню школу № 33 із золотою медаллю. У 2005 році переїхала з Житомира до Києва. У 2011 році закінчила Інститут кіно і телебачення при Київському національному університеті культури і мистецтв, здобувши фах диктора-телерадіожурналіста.
Працювала журналісткою та телеведучою на українських телеканалах СТБ, «Новий канал», «1+1» та «Україна».

## Кар’єра
Працювала кореспонденткою програм «Неймовірні історії кохання» та «Неймовірна правда про зірок» на СТБ. З 2010 по 2014 рік — спеціальна кореспондентка в Москві. З 2016 до 2023 року — ведуча та редакторка проєкту «Зірковий шлях» на каналі «Україна».

### YouTube-канали
- «Вечеря з Дороті» (з 2020) — YouTube-інтерв’ю з відомими особами.
- «Аліна Доротюк» (з 2022) — авторський канал під власним ім’ям.[3][4]

## Особисте життя
У травні 2025 року журналістка підтвердила заручини. Весілля відкладається через війну.